# I'm with Stupid (album)
Albums de Aimee Mann
Whatever
(1993) Bachelor No.2
(2000)
I'm With Stupid est un album d'Aimee Mann sorti en 1995. Il s'est classé à la 82e place du Billboard 200 et à la 51e place de l'UK Albums Chart.
Glenn Tilbrook et Chris Difford du groupe anglais Squeeze apparaissent en tant que choristes et musiciens sur That's Just What You Are, Frankenstein, et It's Not Safe et ont permis à Aimee Mann d'utiliser le riff de leur morceau Up The Junction sur Long Shot.
Neil Innes des Monty Python fait les chœurs sur It's Not Safe.

## Liste des titres
1. Long Shot - 3:13
2. Choice In The Matter - 3:13
3. Sugarcoated - 3:39
4. You Could Make A Killing - 3:21
5. Superball - 3:05
6. Amateur - 4:51
7. All Over Now - 3:37
8. Par For The Course - 6:01
9. You're With Stupid Now - 3:27
10. That's Just What You Are - 4:22
11. Frankenstein - 4:25
12. Ray - 4:47
13. It's Not Safe - 7:14